# یولیانا میخیوا
یولیانا میخیوا (ارمنی: Յուլիանա Միխէևա؛ زادهٔ ۶ دسامبر ۱۹۷۷ در ایروان) شناگر بازنشسته زن در رشته شنای آزاد اهل ارمنستان است که در بازی‌های المپیک تابستانی ۲۰۰۰ در رشته شنای ۵۰ متر آزاد زنان به رقابت پرداخت..